# Kýčera (Kysucké Beskydy)
Kýčera (1005 m n. m.) je hora ve slovenské části Kysuckých Beskyd. Nachází se v rozsoše vybíhající jižním směrem z vrcholu Orol (1118 m). Rozsocha se zde dělí na dvě větve: jihozápadní, která směřuje přes vrcholy Senkov (980 m) a Dedová (956 m) k vrcholu Predný vrch (661 m) nad údolím řeky Bystrica, a jihovýchodní, která směřuje přes vrcholy Bubnová (944 m) a Grúnik (843 m) opět k údolí Bystrice. Obě větve jsou odděleny údolím potoka Sobolová. Západní svahy hory spadají do boční větve Klubinské doliny, východní do údolí Veľkého potoka.

## Přístup
- po modré  značce z obce Nová Bystrica
- po zelené  značce z obce Stará Bystrica nebo ze Sedla pod Orlom